# Gestió de l'ample de banda
La gestió de l'ample de banda és el procés de mesura i control de les comunicacions (trànsit, paquets) en un enllaç de xarxa, per evitar omplir l'enllaç a la capacitat o excés d'omplir l'enllaç, que donaria lloc a la congestió de la xarxa i un mal rendiment de la xarxa. L'amplada de banda es descriu per velocitat de bits i es mesura en unitats de bits per segon (bit/s) o bytes per segon (B/s).

## Mecanismes i tècniques de gestió de l'ample de banda
Els mecanismes de gestió de l'ample de banda es poden utilitzar per millorar el rendiment de l'enginyer i inclouen:
- Formació del trànsit (limitació de velocitat):
  - Cubell de fitxes.
  - Cubeta amb fuites.
  - Control de velocitat TCP: ajustar artificialment la mida de la finestra TCP i controlar la velocitat d'ACK que es retornen al remitent.
- Algoritmes de planificació:
  - Cua justa ponderada (WFQ).
  - Cua justa ponderada per classe.
  - Round robin ponderat (WRR).
  - Round robin ponderat per dèficit (DWRR).
  - Corba de servei just jeràrquica (HFSC).
- Evitació de congestió:
  - RED, WRED: redueix la possibilitat de caigudes de cua de la memòria intermèdia de la cua de ports i això redueix la probabilitat de sincronització global de TCP.
  - Policia (marcar/deixar el paquet per sobre de la taxa de trànsit compromesa i la mida de la ràfega).
  - Notificació explícita de congestió.
  - Ajust de la memòria intermèdia: us permet modificar la manera com un encaminador assigna les memòries intermèdies de la seva memòria disponible i ajuda a evitar caigudes de paquets durant una explosió temporal de trànsit.
- Protocols/algorismes de reserva d'amplada de banda
  - Protocol de reserva de recursos (RSVP): és el mitjà pel qual les aplicacions comuniquen els seus requisits a la xarxa d'una manera eficient i robusta.
  - Protocol de distribució d'etiquetes d'encaminament basat en restriccions (CR-LDP).
  - Algorisme dels nodes superiors.
- Classificació del trànsit: classificació del trànsit segons alguna política per tal que les tècniques anteriors es puguin aplicar a cada classe de trànsit de manera diferent.[3]

## Rendiment de l'enllaç
Els problemes que poden limitar el rendiment d'un enllaç determinat inclouen:
- TCP determina la capacitat d'una connexió inundant-la fins que els paquets comencen a caure (inici lent).
- La cua als encaminadors provoca una latència i una fluctuació més altes a mesura que la xarxa s'acosta (i de vegades supera) la capacitat.
- La sincronització global de TCP quan la xarxa arriba a la capacitat provoca un malbaratament d'ample de banda.
- L'explosió del trànsit web requereix una amplada de banda de recanvi per acomodar ràpidament el trànsit en ràfega.
- Manca de suport generalitzat per a la notificació explícita de congestió i la gestió de la qualitat del servei a Internet.
- Els proveïdors de serveis d'Internet solen mantenir el control sobre la gestió de la cua i la qualitat del servei al final de l'enllaç.
- Window Shaping permet que els productes de gamma alta redueixin els fluxos de trànsit, la qual cosa redueix la profunditat de la cua i permet que més usuaris comparteixin més amplada de banda de manera justa.[4]

## Eines i tècniques
- Packet sniffer és un programa o un dispositiu que escolta el trànsit de la xarxa agafant informació que viatja per una xarxa.
- Mesura del trànsit a la xarxa.